# Кочебиловка
Кочебиловка — река в России, протекает по Каргасокскому району Томской области, правый приток реки Васюган. Устье реки находится в 43 км по правому берегу реки Васюган. Длина реки составляет 44 км. Реку пересекает автомобильная дорога «Каргасок — Средний Васюган».

## Данные водного реестра
По данным государственного водного реестра России относится к Верхнеобскому бассейновому округу, водохозяйственный участок реки — Васюган, речной подбассейн реки — бассейны притоков Оби (верхней) от Кети до Васюгана. Речной бассейн реки — Обь (верхняя) до впадения Иртыша.
Код объекта в государственном водном реестре — 13010800112115200032984.